# Miconia trinervia
Miconia trinervia là một loài thực vật có hoa trong họ Mua. Loài này được (Sw.) D. Don ex Loudon mô tả khoa học đầu tiên năm 1830.